# Somalia
Somalia (somaliska: Soomaaliya; arabiska: الصومال, aṣ-Ṣūmāl), formellt Förbundsrepubliken Somalia (somaliska: Jamhuuriyadda Federaalka Soomaaliya, arabiska: جمهورية الصومال الفيدرالية Jumhūrīyat aṣ-Ṣūmāl al-Fidirālīyah), är ett land på Afrikas horn som gränsar till Djibouti i norr, Etiopien i väster och Kenya i sydväst. I norr har landet en kustlinje mot Adenviken och i öster och söder mot Indiska oceanen.
Republiken Somalia bildades år 1960 genom att de två staterna, som precis hunnit bli självständiga efter kolonialtiden, Brittiska Somaliland och Italienska Somaliland gick samman. Efter att Siad Barres diktatur föll år 1991 har landet utvecklats åt tre olika håll. Somaliland har utvecklats till en icke erkänd,  men närmast självständig stat. Även Puntland har utvecklats mot självständighet. Södra delen av landet präglas dock fortsatt av konflikter.

## Namn
Landet har fått sitt namn efter den etniska folkgruppen somalier, och betyder "Somaliernas land".

## Historia

### Förhistoria

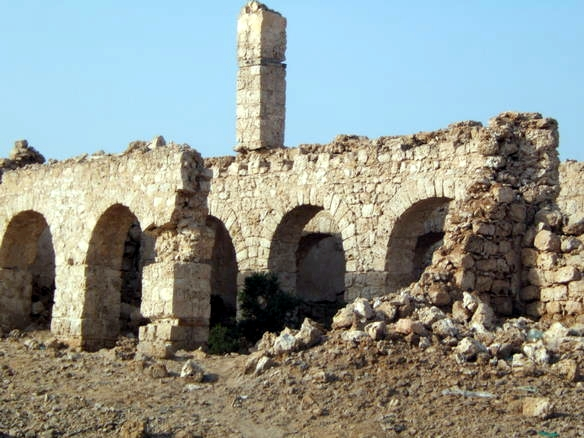
Adalsultanatet

Utgrävningar och skriftliga dokument visar att det funnits tidiga bosättningar och civilisationer i Somalia i tusentals år. Bland annat arkeologer funnit spår av 6000 år gamla gravplats och 5000 år gamla grottmålningar vid Hargeisa. Den tidiga civilisationen knyter nära band med Etiopiens och arabernas kulturer.
Det har hittats fynd som visar på civilisationernas kontakt med mykenska Grekland och antikens Egypten, sådana fynd inkluderar pyramidstrukturer, mausoleer och stenmurar. Det finns arkeologiska indikationer på att området Punt låg i nordöstra Somalia. Civilisationen i det området handlade med andra civilisationer som egyptier, fenicier, babylonier, romare, indier och kineser. Handelsvarorna inkluderade guld, elfenben, myrra och rökelse. Millenniet f.Kr. styrdes stora delar av dagens Somalia av kungariket Makrobia.

### Somalilandet
Somaliland var förr det landområde i östra Afrika på Afrikas Horn som sträckte sig mellan Adenviken i norr och Jubafloden i söder.
Somaliland var inlemmat i riket Aksum från ungefär 300-talet till 700-talet e.Kr. Efter 600-talet växte islam inom området, speciellt efter grundandet av hamnstaden Zeila, då muslimerna där byggde Alqiblataynmoskén som troligen uppfördes redan under profeten Muhammeds tid.
Under medeltiden fanns flera handelsorter längs kusten bland annat upprättade av araber och perser. Med införandet av islam växte det fram en mängd sultanat. Ett av dessa var Adalsultanatet som förde ett heligt krig mot de kristna i Abessinien.

### Kolonialtiden
Under den europeiska kapplöpningen om Afrika i slutet av 1800-talet inrättade Frankrike kolonin Franska Somaliland vid sundet Bab al-Mandab, nuvarande Djibouti. 
Storbritannien besatte 1884 den egyptiska besittningen vid Adenviken som låg söder om Franska Somaliland och mitt emot den brittiska flottbasen Aden i Jemen och bildade protektoratet Brittiska Somaliland. Öster och söder därom tog Italien efter 1889 kontroll över resten av somalilandet och bildade Italienska Somaliland med huvudstaden Mogadishu.

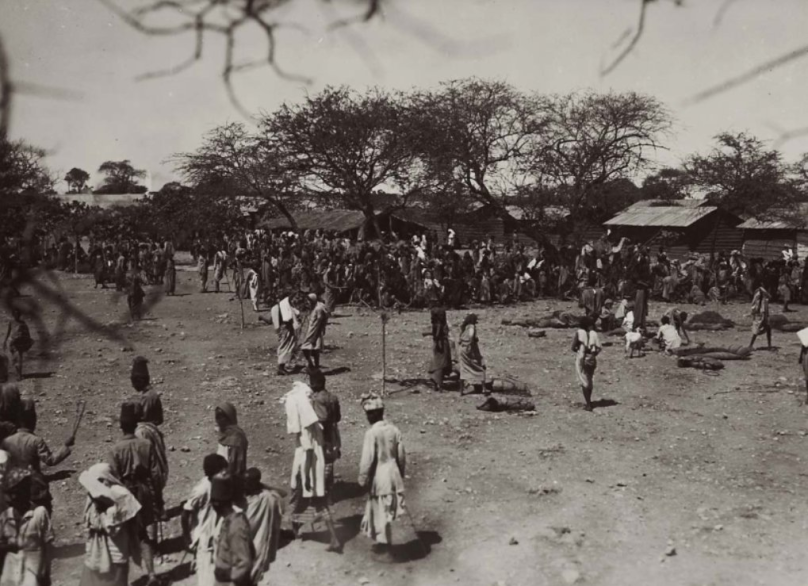
Marknad i Baidoa år 1927.

De flesta somalierna berördes inte nämnvärt av Italiens och Storbritanniens ockupation [källa behövs]. Mussolinis fascistiska regim i Italien  beslutade dock under 1920- och 1930-talen att satsa betydande resurser på utvecklingen och koloniseringen i landet. Storbritannien ockuperade Italienska Somaliland under andra världskriget. Området kom dock, enligt beslut från FN, att åter anförtros Italiensk förvaltning från år 1950. Syftet var att förbereda området för självständighet ett decennium senare. Då avkoloniserades även Brittiska Somaliland och hann vara självständigt i fem dagar innan de två tidigare ockuperade staterna förenades under namnet Republiken Somalia.

### Självständighetstiden
Den 1 juli 1960 kom så Republiken Somalia att bildas. Nationalförsamlingen i Brittiska Somaliland och Italienska Somaliland slogs samman och ledaren för partiet Somali Youth League, SYL,  Abdirashid Ali Shermarke blev premiärminister, från år 1967 president. I den första somaliska regeringen fanns representanter från både norra och södra Somalia. Södra delen fanns representerat genom SYL, som hade sin bas där, och norra delen av landet representerat genom Somali National League, SNL, som hade sitt fäste i norr. I valen år 1964 och 1969 kom SYL att vinna.
Kravaller utbröt efter valet år 1969 och president Shermake mördades av sin egen livvakt den 15 oktober. Den 21 oktober genomfördes en militärkupp och regeringen och parlamentet ersattes därefter av ett militärt råd under ledning av generalmajor Siad Barre.

#### Under Siad Barre 1969-1991
Siad Barres vision grundades i det han kallade för vetenskaplig socialism, med en blandning av både islam och marxism. Syftet var att ena landets regionala och etniska splittringar. Ett moderniseringsprogram implementerades, vilket inkluderade ett somaliskt skriftspråk. Siad Barre blev snart hyllad som landsfader och revolutionen hyllades som "moder". År 1976 ersattes militärrådet av Somaliska Revolutionära Socialistpartiet, SRSP.
Under Siads Barres tid utvecklades  en totalitär regim med starka band till Sovjetunionen och Kina. Under en period hängde slogans med texten “Comrade Marx, Comrade Lenin, och Comrade Siad” runt om i landet för att visa på samhörigheten.
Siad Barres totalitära styre kom snart att förstärkas av så kallade vigilanter, ett system med en nationell säkerhetstjänst under ledning av hans svärson, och nationella säkerhetsdomstolar. Domstolarna blev ökända för hänsynslösa straff. Klansystemet förbjöds och ersattes av ett angiverisystem där klanäldsten, som därefter kallades fredssökande, kom  att underställas en statligt anställd ordförande. På så sätt blev även civilsamhället indraget i systemet.
Drömmen om Storsomalia levde. Regimen gjorde därför anspråk på de områden som hade somalisktalande befolkning, det vill säga Djibouti (tidigare Franska Somaliland), Ogaden-området i Etiopien samt norra Kenya. Konflikten med Etiopien eskalerade och ledde slutligen till fullskaligt krig, Ogadenkriget, när somaliska styrkor invaderade Etiopien. Somaliska styrkorna drevs dock tillbaka år 1978 efter att Etiopien erhållit stöd från både Sovjetunionen och Kuba. Missnöjda över det kommunistiska blockets stöd till Etiopien under kriget sökte sig den somaliska regimen istället mot väst, främst sökte man nya relationer med USA.
Missnöjet mot Siad Barres regim stärktes efter förlusten i kriget mot Etiopien och i norra delen av Somalia organiserades rebellerna i Isaaq-klanen under Somali National Movement, SNM. Från mitten av 1980-talet förde de en väpnad kamp mot Somalias regim. År 1988 slöts ett fredsavtal mellan Etiopien och Somalia, vilket upprörde den somalisktalande befolkningen i Etiopien och även de kom att ansluta i rebellernas kamp mot Somalias regim. År 1988 hade kampen utvecklats till ett fullskaligt inbördeskrig. Siad Barres strategi kan närmast liknas vid en etnisk rensning. Övergreppen mot Isaaq-klanen var brutala och inkluderade bland annat systematiska våldtäkter, offentliga dödsstraff och underminering av klanäldste. I en av de första större räderna som genomfördes av Somalias centralregering flygbombades staden Hargeisa, med minst 40 000 döda och 400 000 flyktingar som resultat. Antalet klanbaserade rebellgrupper kom successivt att bli allt fler. År 1991 störtades Siad Barres regim av United Somali Congress, USC. Som en följd förklarade SNM, som kontrollerade Somalias norra region, det tidigare Brittiska Somaliland, som en självständig stat under namnet Republiken Somaliland.

#### Inbördeskrig
Efter att regeringen Siad Barre föll år 1991 eskalerade konflikterna och det politiska kaoset. Maktvacuumet som uppstod gjorde att de rebellgrupper som gemensamt kämpat mot centralregeringen istället började  kriga mot varandra. Dessutom gjorde missväxt att Mogadishu drabbades av svältkatastrof, men situationen i området gjorde det omöjligt att bistå folket med internationellt stöd.
I december 1992 skickade USA, under FN-mandat, 20 000 soldater till Somalia vilket kompletterades med soldater från andra länder. Totalt kom den multinationella insatsen att omfatta 35 000 soldater. Föresatsen var att föra krigsherren Mohammed Farah Aidid och president Mahdi till förhandlingar om fred, avväpna styrkorna samt stabilisera situationen i landet.
 

I början av år 1993 kom 15 olika rebellgrupper att signera fredsavtal och avtal  nedrustning i Addis Abeba. Men redan i början av sommaren hade säkerhetsläget försämrats och både de amerikanska och europeiska styrkorna led oacceptabla förluster. I mars 1994 drogs både de amerikanska och europeiska styrkorna tillbaka. Kvar blev en FN-styrka bestående av soldater från mindre utvecklade länder. De spänningar som fanns mellan de olika klanerna hade förblivit olösta. År 1995 drog sig även FN tillbaka och landet kom att splittras. Somaliland utvecklades, precis som Puntland, mot självständighet medan krig och laglösheten fortsatte i Somalias södra delar. 

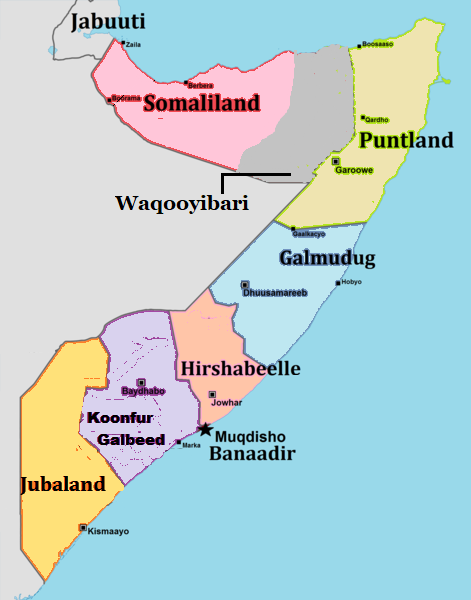
Karta över det politiska läget i Somalia.

En lång rad försök har med omvärldens hjälp gjorts för att återskapa en somalisk centralmakt. Men det har utvecklats till en långdragen och komplicerad konflikt som inkluderar Somalias regering, islamistiska extremiströrelsen Al-Shabab, Afrikanska unionen, USA, Kenya, Etiopien och FN:s politiska stöd UNSOM. År 1996 initierade  samarbetsorganet IGAD en konferens och i december 1996 möttes 26 fraktioner för att inleda en process mot fred och demokrati. Året därpå undertecknades ett nytt avtal i Kairo och år 1998 hölls en försoningskonferens där den första legala regeringen, sedan Siad Barres regering föll år 1991, valdes.

#### Samtidshistoria
År 2000 samlades i Djibouti 400 företrädare från olika somaliska intressegrupper. Då tillsattes ett provisoriskt parlament Transitional National Assembly (TSA) och en tillfällig nationell övergångsregering Transitional National Government (TNG). Abdiqasim Salad valdes till landets premiärminister och en provisorisk författning antogs. Som chef för övergångsregeringen valdes Ali Khalif Galaydh. Varken Somaliland eller Puntland godtog den provisoriska författningen. Striderna fortsatte och följande år bildades en rivaliserande regering Somali Reconcilation and Restoration Council, SRRC, i under ledning av Hussein Mohammad Aidid. År 2001 drabbades landet av en ekonomisk kris efter att USA pekat ut Somalia som ett fäste för terrornätverk i samband med  att man förklarade krig mot terrorismen efter 11 september-attackerna. År 2002 leddes en ny runda fredsavtal i Kenya av IGAD, vilka resulterade i ett nytt övergångsparlament, Transitional Federal Government, TFG. I oktober 2004 valde det nya parlamentet Abdullah Yusuf Ahmed till ny president.
Den nye presidenten utsåg i sin tur utsåg Ali Mohamed Gedi till premiärminister. Denna administration dominerades av krigsherrar och kännetecknades redan från början av starka inre motsättningar. Det kom att dröja till år 2006 innan den provisoriska regeringen kunde etablera sig inne i Somalia, och då inte i huvudstaden Mogadishu, utan i staden Baidoa. Dessförinnan höll regeringen till i Kenya. År 2004 slog en tsunami till mot Somalias kust. Hundratals människor dog i tsunamin, tusentals blev hemlösa och fiskenäringen förstördes.
Som en reaktion på många års maktvakuum  inrättade islamiska grupper shariadomstolar i delar av landet, främst i huvudstaden Mogadishu. Till sitt stöd bildade domstolarna egna miliser som drev ut krigsherrarna ur Mogadishu år 2006 och tog därefter kontroll över större delen av södra och centrala Somalia. I juni 2006 antog den nya milisen namnet Islamiska domstolarnas högsta råd, SICC. Dess främste ledare, schejk Hassan Dahir Aweys anklagades av USA för samröre med terrornätverket al-Qaida. Eftersom SICC utmanade den lagliga övergångsregimen om makten, och därtill misstänktes ha kopplingar till terrornätverket Al-Qaidas militära gren Al-Shabab, skickade Etiopien styrkor till Somalia för att återupprätta ordningen. Då ställde de islamistiska domstolarna, som kontrollerade stora delar av Somalia, krav på att Etiopiens trupper skulle dras tillbaka från Somalia. Etiopien förnekade dock att de hade något annat än rådgivare på plats i Somalia. Utomstående militära bedömare talade dock om att cirka 15 000 etiopiska soldater fanns på plats. Därutöver bedömdes Eritrea ha omkring 2 000 soldater i landet,  vilka understödde den islamistiska milisen. I december genomförde etiopiska och somaliska trupper koordinerade attacker och i januari 2007 hade SICC drivits ut ur Mogadishu. SICC upplöstes, i princip, därefter men Al-Shabab utvecklades och genomförde under de kommande åren gerillaattacker. I februari 2007 gav FN:s säkerhetsråd Afrikanska Unionens fredsbevarande styrka, Amisom mandat att gå in i Somalia. Amisom hade inledningsvis stora begränsningar och landet var hårt drabbat av våld, torka, svält, krigföring och översvämningar. År 2008 avgick den sittande presidenten efter kraftig kritik för hur han hanterade fredsarbetet i landet.
Efter att de etiopiska trupperna dragits tillbaka tog Al-Shabab kontroll över större delen av landet år 2009. Det var samma år som Sharif Sheikh Ahmed valdes till ny president. Därefter har många länder bidragit till att stödja den somaliska regeringen genom att hjälpa dem att bygga upp sina väpnade styrkor.

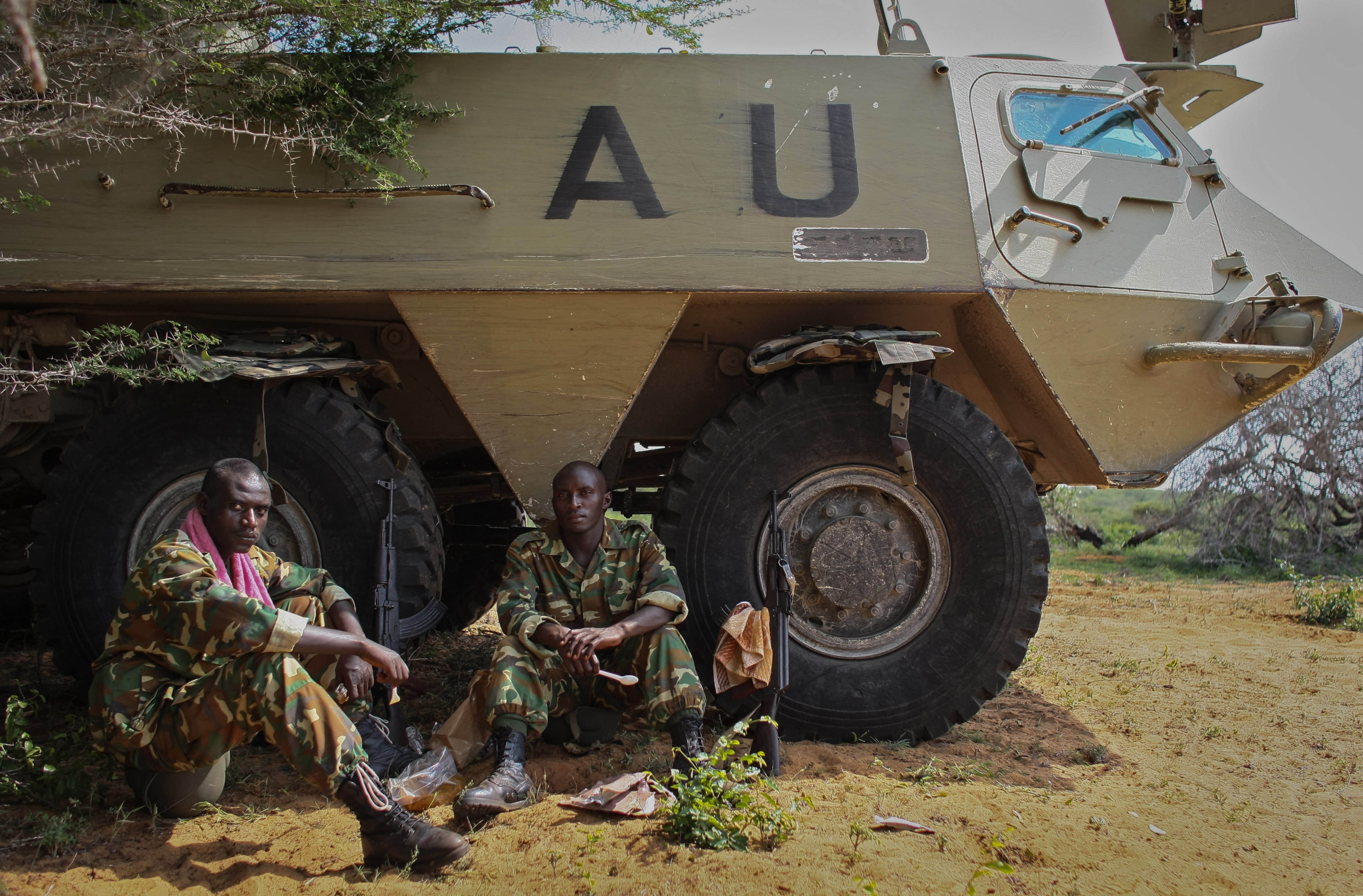
Burundier tillhörande Amisom 27 november 2012.

Efter år 2010 har Amisom i samarbete med trupper från Kenya  lyckats trycka tillbaka Al-Shabab. Svältkatastrofen år 2011 bidrog också till att terrorgruppen försvagades. Sedan dess har gruppen utfört ett flertal attacker varje år, dock i mindre omfattning än tidigare. En konstituerande församling antog i augusti 2012 en provisorisk konstitution. Överhuset bildades inte direkt men underhuset, House of people, valdes av klanäldstar och godkändes därefter av en kommitté. Den 10 augusti 2012 valde underhuset Hassan Sheikh Mohamud till ny president. Säkerhetssituationen förbättrades och fler områden kom under regeringens kontroll. Detta ställde ännu högre krav på militär närvaro och år 2014 utökade Amisom sin styrka. Al-Shabab fortsatte med attacker och regeringen anklagades för korruption. Året därpå tillkännagav presidenten att de direkta val som var planerade till år 2016 inte skulle genomföras med hänvisning till säkerhetsläget.
Parlamentsval kom dock att genomföras år 2016 och presidentval hölls år 2017. Säkerhetssituationen gjorde det dock omöjligt att hålla allmänna val och processen fick kritik både på grund av brister i transparens och hur fördelningen av mandat gick till. Nya, indirekta val skulle ha hållits år 2020, men sköts upp flera gånger. Protester ledde dock till att indirekta val genomfördes i början av år 2022.

## Geografi

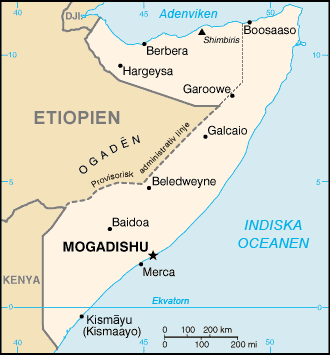
Karta över Somalia.

### Topografi
Somalihalvön, Afrikas horn, är 200-500 km bred och har helt olika utformning i de norra och södra delarna. I nordväst, från Djibouti, till nordöst, Kap Gardafai, sträcker sig Ogohögländerna med ett antal toppar över 2000 m ö.h. Utanför sträcker sig den torra kustslätten Guban. 
Somalias högsta punkt, Surud Ad (2 408 m ö.h.), ligger endast 40 km från kusten. Bergen ersätts söderut av den torra Haudplatån, där jordtäcket på den flacka ytan består av gipshaltig jord. Från höglandet i nordväst sträcker sig Nugaaleeddalen ned mot kusten vid Indiska oceanen. Dalstråket var tidigare bördigt men har starkt påverkats av erosion så att stora delar av de övre jordlagren har förts bort och marken inte längre kan användas för bete.
Den södra delen av landet med kust mot Indiska oceanen utgörs huvudsakligen av vidsträckta slättområden med kullar som endast når 100–130 m ö.h. Närmast horisontella lager av tuff och lava samt sedimentära bergarter från jura, krita och tertiär, utgör berggrunden. Precis som vid Adenviken i norr, där lavabergarter dominerar, finns i de sydvästra delarna också områden med metamorfa bergarter från prekambrisk ålder (urtiden).

### Hydrografi
Det finns flera floder under regnperioder som däremellan är torrlagda, så kallade wadis, i Somalias djupa dalar. Floderna Dharoor och Nugaaleed (Nogal) börjar i nordost och rinner ut vid Xaafuun respektive Eyl och vidare ut i Indiska oceanen.
Floderna Jubba och Shabeelle (Shebeli) finns i sydvästra Somalia och är landets enda permanenta floder. Båda floderna börjar i Etiopiens sydöstra högland och slingrar sig vidare mot kusten, Jubba direkt från norr om Kismaayo och Shabeelle svänger sydväst norr om Mogadishu ut i ett träsk innan den når floden Jubba. Jubba är en större flod än Shabeelle, men båda är en viktig vattenkälla för både människor och djur. Ytavrinning är särskilt viktigt eftersom grundvattnet i landet antingen har högt mineralinnehåll eller ligger djupt.

### Klimat
Norra Somalia har huvudsakligen ökenklimat. Längs kusten i söder är det dock fuktigare.
Det är två korta regnperioder i mars–juni samt  i september–december som högst ger 100 mm per år. Det högre inlandet, särskilt längst västerut kan få upp till 500 mm per år. Vid kusten i norr når temperaturen i juni–september 42 °C och medeltemperaturen för året är 25–35 °C. I höglandet, i norr, kan temperaturen falla under 0 °C.

### Växt- och djurliv
Kustslätten i norra Somalia har mycket sparsam vegetation, längst i väster dominerad av gräs. Längre in i landet överväger torr buskvegetation. I bergen längs Adenbukten förekommer torra skogar. Södra Somalia, längs Indiska oceanen, domineras av halvöken med stäppartad vegetation. Längst i söder, mot gränsen till Kenya, där nederbörden är rikligare, blir vegetationen tätare och övergår i savann. Somalias, särskilt i norra delen, ursprungliga vegetationstäcke har blivit försämrat och i vissa områden förstörts helt på grund av olämplig markanvändning.
Det finns många vilda djurarter i landet, i synnerhet i de södra delarna. Däribland hyenor, rävar, leoparder, lejon, vårtsvin, strutsar, småantiloper och en stor variation av fåglar, men att växtlivet förstörts har påverkat djurens livsmiljöer likväl som tillgång till foder. Djur som giraffer, zebror, oryx, flodhästar och  noshörningar har påverkats kraftigt och decimerats. Även elefanterna har minskat kraftigt, vilket till stor del kan hänföras till  elfenbensjägare.

## Styre och politik

### Författning och styre
Inget annat land har i modern tid drabbats av ett sådan fullständig kollaps som Somalia drabbades av efter att Siad Barres regim avsattes år 1991. Konstitutionen från år 1979 sattes ur spel och staten upphörde att existera. Inte förrän år 2012 kunde en provisorisk konstitution antas. Av konstitutionen framgår att Somalia är en federal parlamentarisk republik. Presidenten utser regeringen som sedan godkänns av parlamentet.

### Administrativ indelning

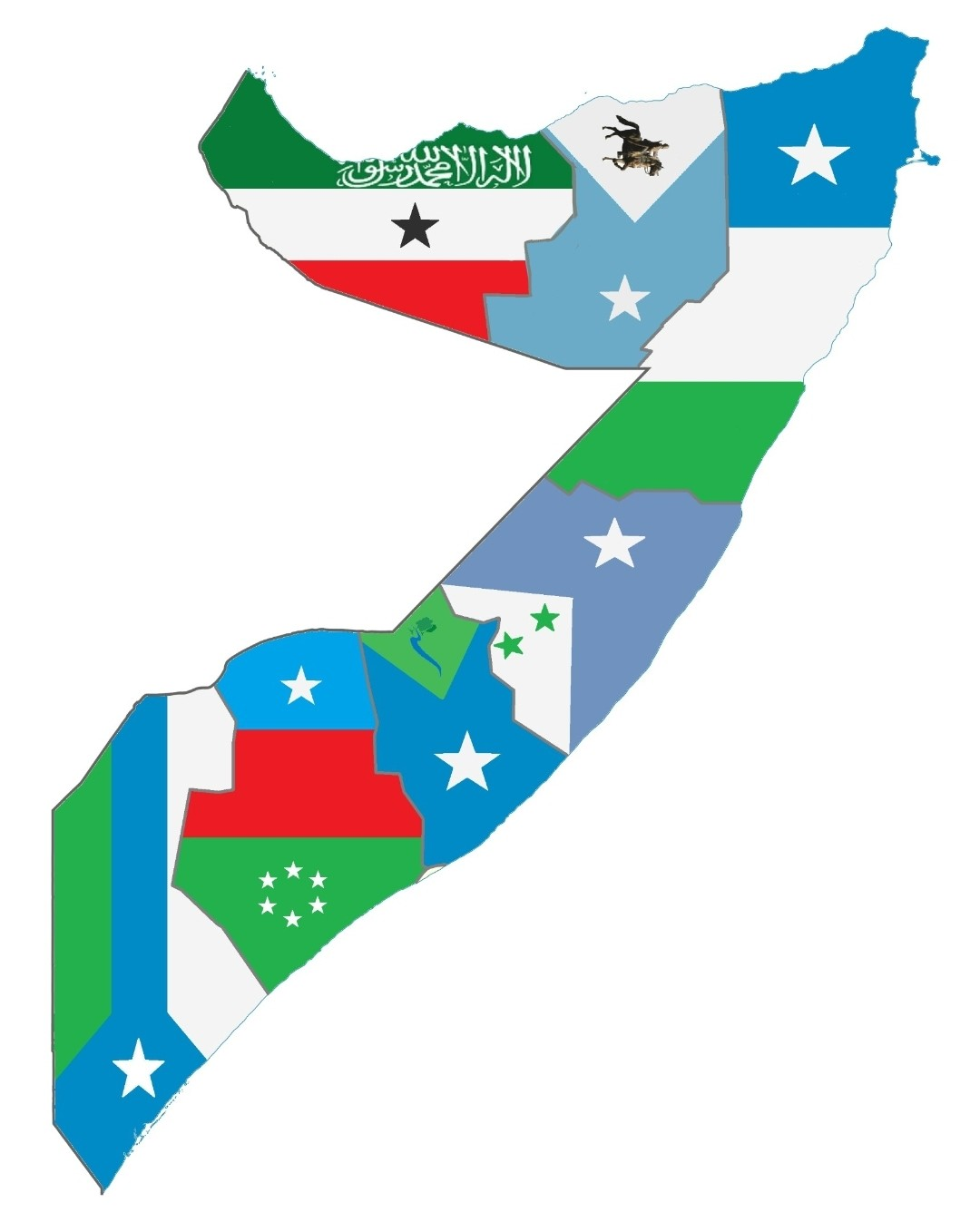

Huvudstad i Somalia är Mogadishu. Den pågående konfliktsituationen har i princip omöjliggjort en administration och kontroll i Somalia, istället används klansystemet för att administrera det sammanfalla samhället. Personer från de olika klanerna bor i princip i olika områden av Somalia vilket i själva verket lett till att det skapats informella regioner.
Förbundsrepubliken Somalia består av de sex delstaterna Jubaland, South West Somalia, Hirshabelle, Galmudug, Puntland och Somaliland samt den regionala administrationen i Benadir (Banadir Regional Administration). Enligt konstituonen ska dessa sedermera delas upp i 18 distrikt.  Dessa distrikt är samma som fanns innan kriget. Dessa är: Awdal, Bakool, Banaadir, Bari, Bay, Galguduud, Gedo, Hiiraan, Jubbada Dhexe, Jubbada Hoose, Mudug, Nugaal, Sanaag, Shabeellaha Dhexe, Shabeellaha Hoose, Sool, Togdheer och Woqooyi Galbeed.
De pågående konflikterna och det klanbaserade samhället har bidragit till att landet har delats upp varvid Somaliland har förklarat sig vara självständigt (dock utan erkännande från omvärlden) och Puntland och Galmudug helt eller delvis självstyrande.

#### Klansystemet

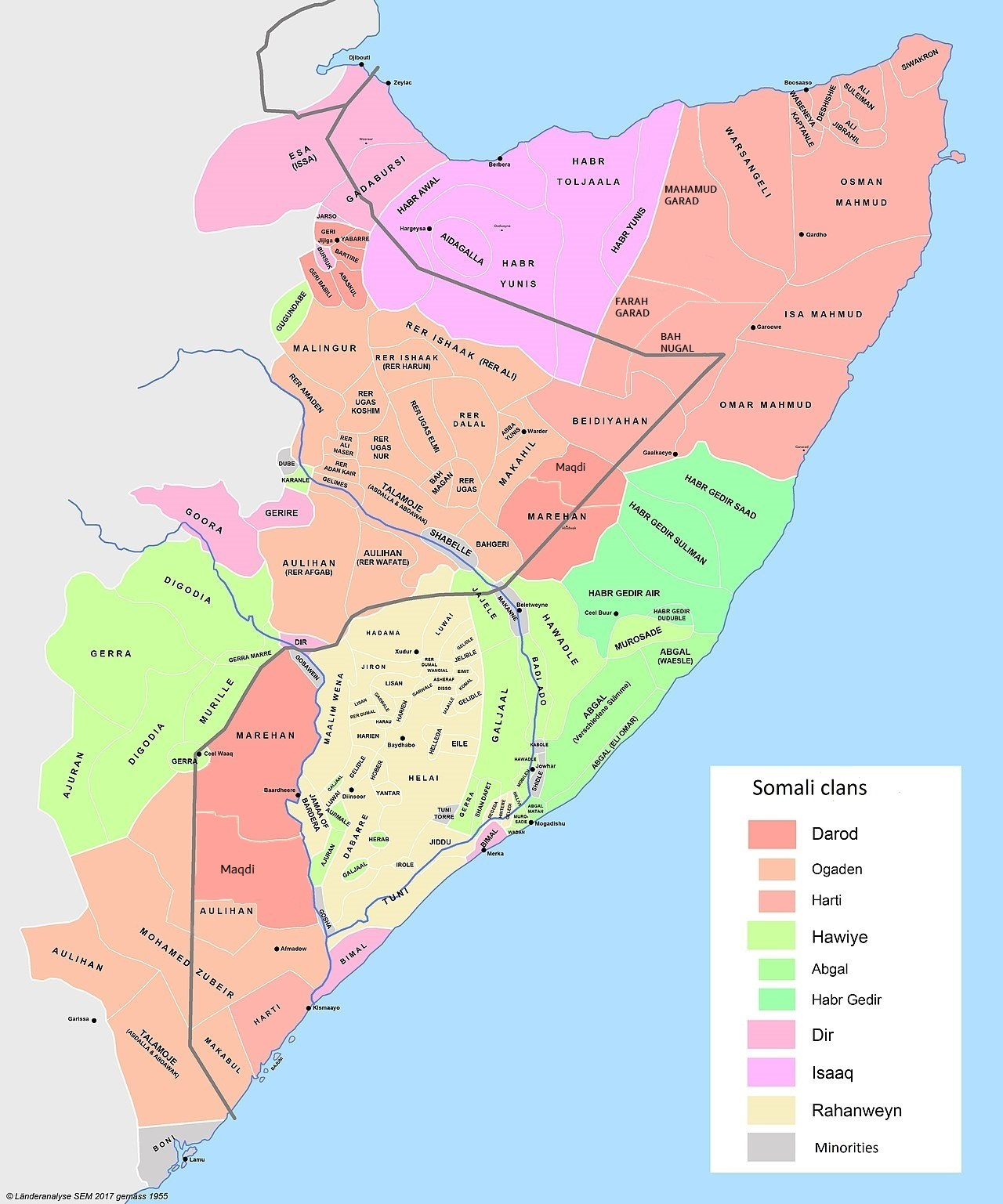
Översiktskarta för klaner i Somalia

Klansystemet består av ett antal klaner, varav de flesta kan inordnas under någon av de fyra stora klanfamiljerna Darod, Isaaq, Hawiye och Dir (samt två klaner från en annan gren, Digil och Rahanweyn). Personer från särskilda klanfamiljer kan bo varsomhelst i Somalia, men vissa områden tenderar att domineras av en viss klanfamilj. Darodmedlemmar bor företrädesvis i norra och centrala Somalia, Hawiye i söder och Isaaq i norr, speciellt i Somaliland. De största grupperna av Digil och Rahanweyn bor omkring floderna i södra Somalia.
En aspekt av identitet som är viktig för många somalier är att varje person tillhör en viss klan. Klantillhörigheten ärvs från fadern (mer formellt säger man att systemet är patrilinjärt). 
Klansystemet går långt tillbaka i tiden och har historiskt legat till grund för organisationen av vardagslivet för boskapsskötande nomader på Somalias landsbygd i alla möjliga frågor: från rättigheter till betesmarker och arrangemang av giftermål till juridiska regleringar av konflikter. När många somalier flyttade till städer skedde en politisering av klansystemet: oppositionen mot Mohammad Siyad Barres regim organiserades ofta utifrån klantillhörighet. Utöver den politiska funktionen klansystemet har idag har systemet fått ökad betydelse socialt och existentiellt för exilsomalier i västvärlden.
Under Siyad Barre, som var president under den socialistiska regimen i Somalia 1969–1991, var det påbjudet från statligt håll att motarbeta alla former av agerande som gick ut på att gynna de egna klanfränderna. Att öppet hänvisa till klanstrukturen under 1970-talet innebar ett politiskt risktagande. För många som växte upp i Somalia under den period då klanidentiterna tonades ner, blev klanstrukturen och den egna placeringen i den aktualiserad och medvetandegjord först i samband med de politiska oroligheter som sedan ledde fram till inbördeskriget i början av 1990-talet.

## Ekonomi och infrastruktur
Mellan åren 1990 och 2013 saknas uppgifter om BNP. Men från år 2013 fram till år 2020 har den ekonomiska utvecklingen sakta gått framåt men låg fortsatt på låga nivåer. Den ekonomiska situation är präglad av den politiska situationen. Landets infrastruktur är dessutom dålig. Somalierna är beroende av den somaliska diasporan skickar pengar till hemlandet, så kallade remitteringar. Dessa uppgår årligen, enligt uppgifter från år 2022, till 12 miljarder dollar. Privata initiativ har gjorts för att förbättra landets kommunikationer och infrastruktur.

### Näringsliv

#### Jord-, skogsbruk och fiske
Den största näringsgrenen är jordbruket som bidrar till 60% av BNP. Därefter kommer  service med 33% följt av industrisektorn med 7%.

#### Energi och råvaror
År 2019 hade 18 % av befolkningen tillgång till elektricitet. I urbana områden var siffran 34 % och på landsbygden var siffran runt 4 %. År 2016 tillverkades 93 % av all elektricitet med hjälp av fossila bränslen. Resterande andel av förnybara energikällor. Landet varken importerade eller exporterade elektricitet.
De naturtillgångar som finns är till stor del oexploaterade och inkluderar järnmalm, tenn, gips, bauxit, koppar, salt, naturgas, och troligtvis olja.

### Handel
Exporten uppgick till 819 miljoner dollar 2014 där de viktigaste exportvarorna var levande boskap och bananer. Handel skedde företrädesvis med Förenade Arabemiraten, Jemen och Oman. Samtidigt var importen högre och uppgick till 3 482 miljoner dollar där man importerade manufaktur, oljeprodukter och livsmedel. Handeln skedde i huvudsak från Djibouti, Indien och Kina.

### Svenskt bistånd till Somalia
Regeringen Löfven I beslutade 2018 att 3 miljarder kronor för perioden 2018-2022 skulle bistås till Somalia från tidigare 300 miljoner kronor per år. Sveriges biståndsminister Isabella Lövin kommenterade att beslutet var riktat mot "hållbara och klimatanpassade försörjningsmöjligheter är avgörande för att minska svält och undernäring".

## Befolkning

### Demografi
Somalia demografi beskriver befolkningssammansättningen i förbundsrepubliken Somalia i Östafrika. Förbundsrepubliken saknar tillförlitlig befolkningsdata som en följd av de stora grupperna nomader och flyktingar. Därför kan endast uppskattningar ges.
Somalia har en ung befolkning, samt ett av de högsta summerade fruktsamhetstalen i världen, vilket gör att befolkningsökningen  fortsätter vara hög.

#### Minoriteter

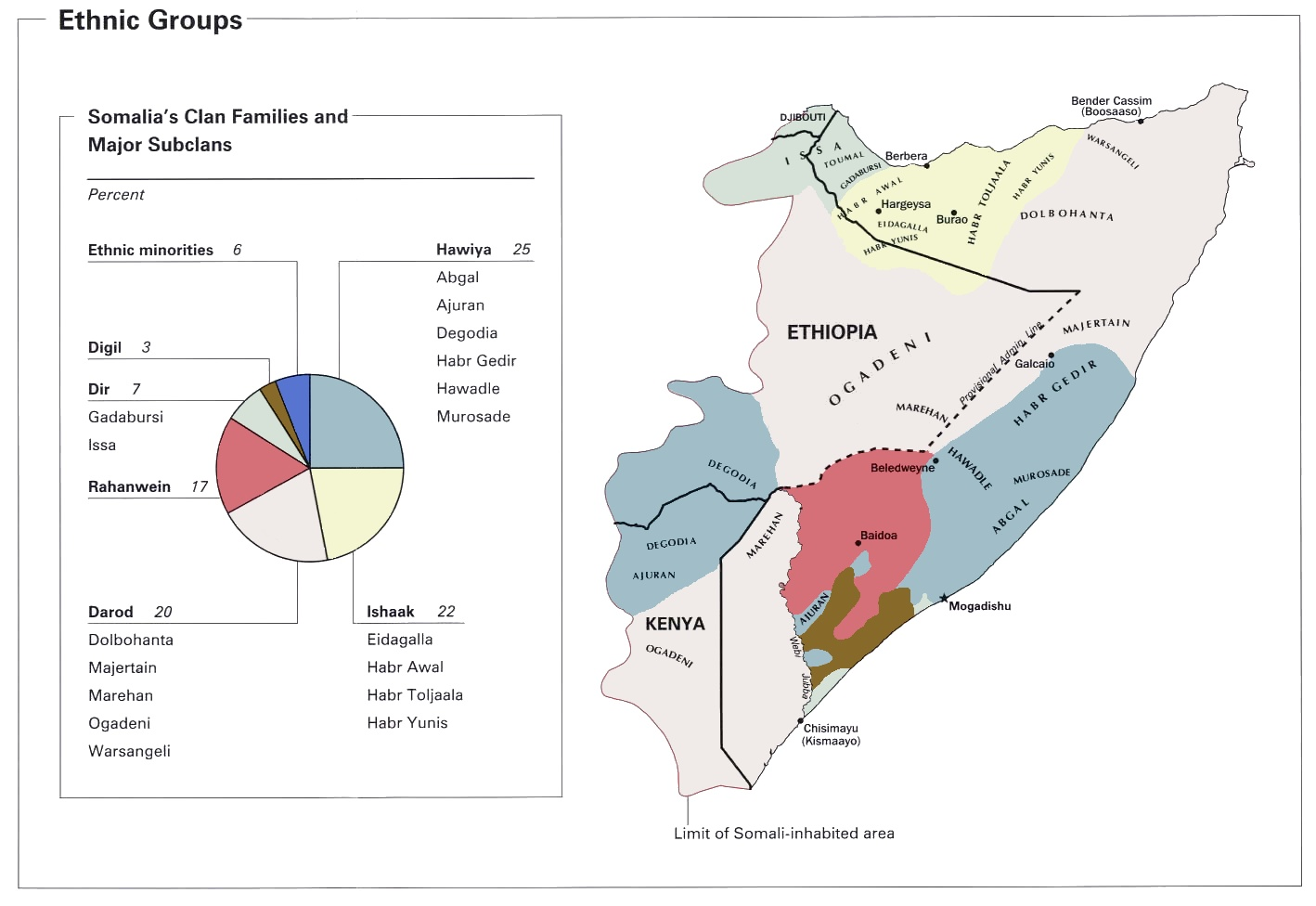
Karta över folkgrupper i Somalia från 2002, utgiven av Central Intelligence Agency.

I avseende på etnicitet så uppskattar The World Factbook andelen somalier till 85 procent och bantuer och andra icke-somalier, däribland 30 000 araber, till 15 procent.
Den somaliska folkgruppen är uppdelad på fyra till sex huvudklaner; antalet varierande beroende på definition. Dessa är de nomadiska och vandrande klanerna Darod, Dir Hawiye och Isaaq samt de bofasta klanerna Digil och Mifle (även grupperade tillsammans under termen Rahanweyn). I Somalia utgör klanen den huvudsakliga identifierande faktorn. Huvudklanerna är i sin tur uppdelade klaner och underklaner.

### Språk
Somalia domineras språkligt av somaliskan, ett afroasiatiskt (östkushitiskt) språk, som vidare delas in i Maay och Maxaatiri. 
Somalia ligger också nära nuvarande sydöstra Sahara, ett av de områden som har föreslagits som den afroasiatiska språkgruppens ursprung.
Maay somaliskan baseras på de sydliga dialekterna och Maxaatiri somaliskan på de nordliga dialekterna. Emellertid saknar Maay somaliskan alfabet och lexikon varför Maxaatiri-somaliskan kommit att betraktas som standardspråk och fungera som lingua franca samt användas i skrift och media.
Maay somaliskan förekommer också i media men är då oftast begränsad till Konfur-galbed regionerna. Vidare talas somaliskans "två varianter" även i mindre utsträckning i de omkringliggande länderna utanför Somalia, samt av den somalisktalande diasporan, och har sammanlagt åtminstone tio miljoner talare.
Oroligheterna i landet har fått konsekvenser för minoritetsspråkstalare, som förföljts från mitten av 1980-talet fram till 2006. Swahilin, som traditionellt talats längs den somaliska kusten, är hotad i landet, och det finns 2006 förmodligen fler talare av de somaliska swahilidialekterna chimwiini och bajuni i Kenya än i Somalia, eftersom de flytt landet.
Ytterligare ett bantuspråk som i liten utsträckning talas i Somalia är mushunguli. 
I syd och sydväst finns oromotalande grupper, och ytterligare ett kushitiskt språk, boni (eller aweer), som är närmare besläktat med somaliskan, talas – men är på utdöende – i söder. Det är dock oklart i vilken utsträckning dessa språk fortfarande användes i landet 2006, eftersom de väpnade konflikterna och bristen på stabil administration gör statistiken än mer opålitlig än vad som brukar vara fallet i afrikanska länder.
Andra språk som historiskt har spelat en nämnvärd roll i Somalia är engelska och italienska, språk som kom med kolonialismen, och arabiska, både på grund av handelskontakter och eftersom Somalia är ett muslimskt land.
De officiella språken i Somalia är somaliska och arabiska, vilket möjliggör somaliskt medlemskap i Arabförbundet, trots att landet inte har något nämnvärt antal förstaspråkstalare av arabiska. Den självutnämnda republiken Somaliland i nordvästra Somalia anger utöver somaliska även arabiska och engelska som officiella språk.

### Religion
Enligt den provisoriska konstitutionen från 2012 är islam Somalias statsreligion, spridandet av andra religioner än islam är förbjudet i landet samt alla lagar måste följa sharias generella principer. Enligt det somaliska ministeriet för religiösa frågor så är mer än 99 procent av landets befolkning sunnimuslimsk. Medlemmar av andra religiösa samfund utgör mindre än 1 procent och består av en mindre grupp kristna, sufier samt ett okänt antal shiamuslimer.

### Sociala förhållanden

#### Barnsoldater
Tvångsrekrytering förekommer inom nästintill samtliga miliser inklusive de nationella väpnade styrkorna, SNAF.

#### Al-Shabab
I de områden som kontrolleras av Al-Shabab är rekrytering av barnsoldater mycket vanligt, liksom att flickor eller kvinnor tvingas till äktenskap med en medlem i Al-Shabab. Kvinnor ska klä sig i heltäckande kläder och deras rörelsefrihet är kraftigt begränsad.

### Hälsa
| Hiv och aids              | 2020 est. |
| ------------------------- | --------- |
| Andel av befolkningen     | <1 %      |
| Antal                     | 8 700     |
| Dödsfall per år           | < 500     |
| Fetma                     | 2016      |
| Andel av befolkningen     | 8,3 %     |
| Undervikt hos barn < 5 år | 2009      |
| Andel av befolkningen     | 23 %      |

I början av år 2022 bedömde USA att smittorisken för polio i Somalia var extremt hög. Den vanligaste dödsorsaken år 2019 var nedre luftvägsinfektioner, och den näst vanligaste var neonatala tillstånd. Spädbarnsdödligheten var, enligt uppgifter från år 2019, väldigt hög och de vanligaste dödsorsakerna var mässling, lunginflammation, diarré och asfyxi. Diarrésjukdomar var den tredje vanligaste dödsorsaken och orsakade 99,76 dödsfall per 100 000 invånare år 2019.

### Övriga befolkningsdata
Den senaste folkräkningen hölls den 15 februari 1987 och avsåg den faktiska (de facto) bosatta befolkningen i Somalia, som uppgick till 7 114 431 invånare (varav 3 741 664 män och 3 372 767 kvinnor).
En tidigare folkräkning hölls även 1975, då befolkningen (de facto) uppgick till 3 253 024 invånare. Invånartalet i Somalia uppskattades i juli 2017 av The World Factbook till 11 031 386 invånare, av Förenta nationerna (befolkning den 1 juli 2016) till 11 079 000, samt av Världsbanken (juli 2016) till 14 317 996 invånare.

## Kultur

### Konstarter

#### Musik och dans
Poesin har alltid varit överordnad musiken. Det enda instrument som används av trumman, och då av kvinnor, som ackompanjemang till sjungen poesi. Män sjunger utan instrument.
Dagens stadsmusik (heelo eller hees) utvecklades efter andra världskriget då den somaliska musiken genomgick stora förändringar då den hämtat inspiration från främst sudanesisk jazz. Orkestrar med instrument utifrån infördes till att ackompanjera poesirecitationen. Musiken har även präglats av afrikanska och arabiska toner och traditionell somalisk musik har också uppblandats med västerländsk musik.
Bland de internationellt kända musikerna återfinns bland annat K'naan. I samband med att han uppträdde på UNHCR:s 50-årsfirande fick han stående ovationer efter att ha framfört kraftig kritik mot FN:s agerande i samband med konflikten i Somalia. Bland hans mest kända sånger återfinns "Wavin' Flag" som blev Coca-colas signaturmelodi i samband med fotbolls-VM år 2010.

### Traditioner

#### Matkultur
Det somaliska köket är kryddrikt, fyllt av färg och inkluderar alltid banan som tillbehör. Baaris och pasta är vanliga maträtter, särskilt i den del av landet som tidigare varit italiensk koloni. En vanlig kryddblandning är xawaash som inkluderar spiskummin, koriander, kardemumma, gurkmeja, svartpeppar, kanel och nejlika.

#### Kultursymboler och viktiga personligheter
Waris Dirie är före detta fotomodell, kvinnorättsaktivist med fokus på avskaffandet av könsstympning samt författare till bland annat En blomma i Afrikas öken. Även före detta supermodellen samt entreprenören Iman Abdulmajid är från Somalia.

## Internationella rankningar
| Organisation                                | Undersökning                   | Rankning   |
| ------------------------------------------- | ------------------------------ | ---------- |
| Heritage Foundation/The Wall Street Journal | Index of Economic Freedom 2009 | N/A        |
| Reportrar utan gränser                      | Pressfrihetsindex 2008         | 153 av 173 |
| Transparency International                  | Korruptionsindex 2016          | 176 av 176 |
| FN:s utvecklingsprogram                     | Human Development Index 2006   | N/A        |